# Patinage artistique aux Jeux olympiques de 1984
Navigation
Lake Placid 1980 Calgary 1988
Les épreuves de patinage artistique aux Jeux olympiques d'hiver de 1984 se déroulent du 10 au 18 février 1984 au Zetra Olympic Hall de Sarajevo en Yougoslavie.  
Les compétitions regroupent vingt pays et cent quatorze athlètes (cinquante-sept hommes et cinquante-sept femmes). 
Quatre épreuves sont disputées :
- Concours Messieurs (le 13 février pour les figures imposées, le 14 février pour le programme court et le 16 février pour le programme libre).
- Concours Dames (le 15 février pour les figures imposées, le 16 février pour le programme court et le 18 février pour le programme libre).
- Concours Couples (le 10 février pour le programme court et le 12 février pour le programme libre).
- Concours Danse sur glace (le 10 février pour les danses imposées, le 12 février pour la danse originale et le 14 février pour la danse libre)

Lors de ces Jeux olympiques d'hiver, une danse originale est ajoutée au concours de danse sur glace, à côté des danses imposées et de la danse libre. Cette danse originale avait déjà été introduite à partir des championnats européens et des mondiaux de 1983. 
Concernant le système 6.0 de jugement, celui-ci est modifié pour la première fois aux Jeux olympiques, comme il l'a été lors des championnats européens et mondiaux de 1981. Désormais les figures imposées des catégories individuelles masculine et féminine comptent pour 30% du résultat final (avec un coefficient de 0.6 appliqué à la place obtenue), le programme court compte pour 20% (avec un coefficient de 0.4 appliqué à la place obtenue) et le programme libre compte pour 50% (avec un coefficient de 1 appliqué à la place obtenue). Pour la catégorie des couples artistiques, le programme court compte pour 28,6% du résultat total (avec un coefficient de 0,4 appliqué à la place obtenue) et le programme libre compte pour 71,4% (avec un coefficient de 1 appliqué à la place obtenue). Pour la catégorie de la danse sur glace, les danses imposées compte pour 30% du résultat total (avec un coefficient de 0,6 appliqué à la place obtenue), la danse originale compte pour 20% (avec un coefficient de 0,4 appliqué à la place obtenue) et la danse libre compte pour 50% (avec un coefficient de 1 appliqué à la place obtenue)

## Participants

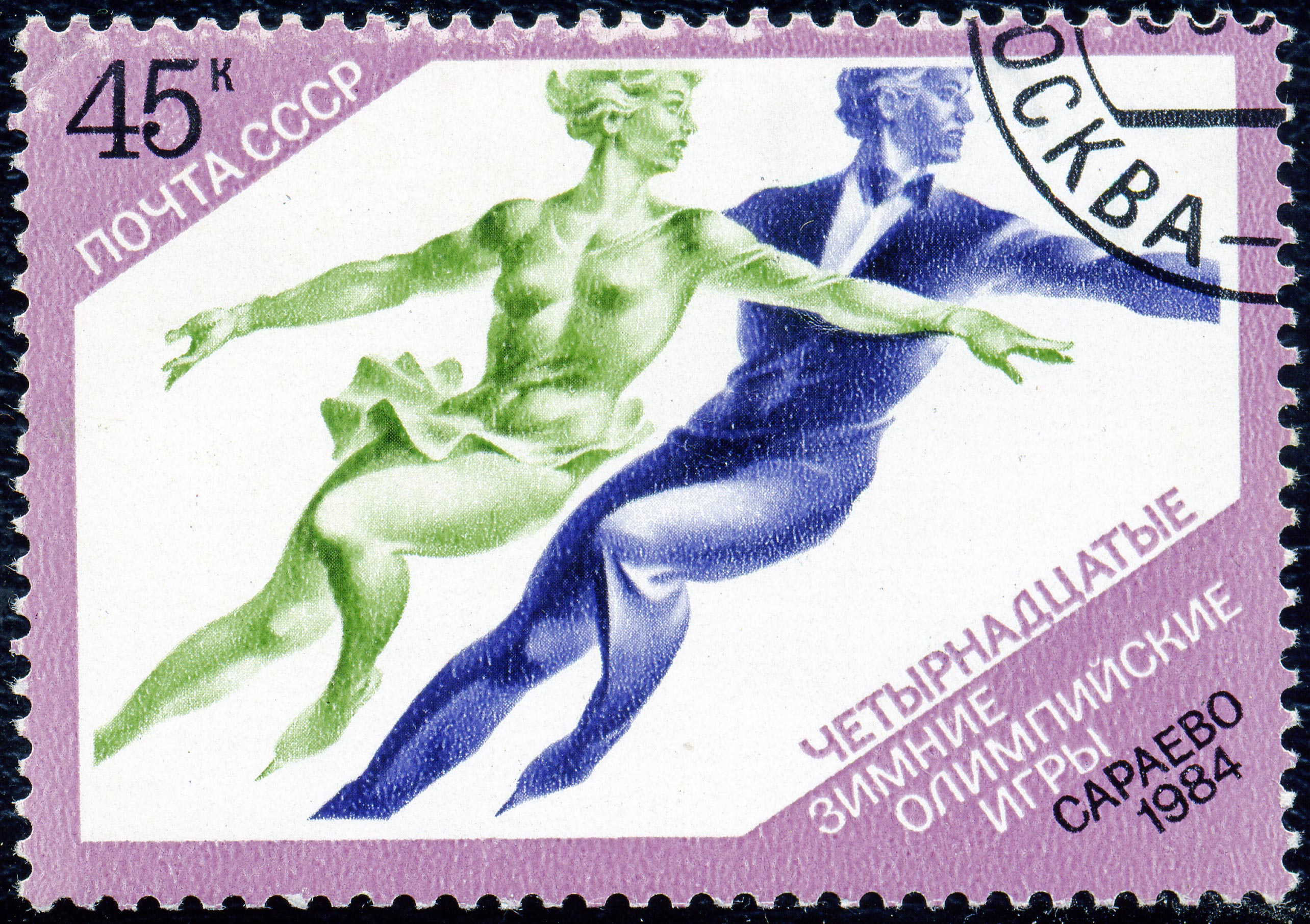
Timbre soviétique émis à l'occasion des XIVe Jeux olympiques d'hiver.

114 patineurs de 20 nations participent aux Jeux olympiques d'hiver de 1984 : 57 hommes et 57 femmes.
La Bulgarie participe pour la première fois aux épreuves de patinage artistique des Jeux olympiques d'hiver.
| Pays                 | Participants Hommes | Participantes Femmes | Nombre d'hommes | Nombre de femmes | Nombre total |
| -------------------- | --- | --- | --------------- | ---------------- | ------------ |
| Allemagne de l'Est   | Falko Kirsten Tobias Schröter Knut Schubert Tassilo Thierbach                                                                        | Sabine Baeß Birgit Lorenz Babette Preußler Katarina Witt                                                                                                 | 4               | 4                | 8            |
| Allemagne de l'Ouest | Leonardo Azzola Rudi Cerne Heiko Fischer Rainer Schönborn Norbert Schramm                                                            | Petra Born Claudia Leistner Claudia Massari Manuela Ruben                                                                                                | 5               | 4                | 9            |
| Australie            | Cameron Medhurst | Vicki Holland | 1               | 1                | 2            |
| Belgique             | | Katrien Pauwels | 0               | 1                | 1            |
| Bulgarie             | Yavor Ivanov | Khristina Boyanova | 1               | 1                | 2            |
| Canada               | Gary Beacom Jaimee Eggleton Lloyd Eisler Lyndon Johnston Robert McCall Paul Martini Brian Orser John Thomas                          | Kelly Johnson Melinda Kunhegyi Elizabeth Manley Katherina Matousek Kay Thomson Barbara Underhill Tracy Wilson                                            | 8               | 7                | 15           |
| Chine                | Xu Zhaoxiao Yao Bin Zhao Xiaolei | Bao Zhenghua Luan Bo Xi Hongyan | 3               | 3                | 6            |
| Corée du Sud         | Cho Jae-hyung | Kim Hae-sung | 1               | 1                | 2            |
| États-Unis           | Brian Boitano Peter Carruthers Mark Cockerell Richard Dalley William Fauver Scott Gregory Scott Hamilton Burt Lancon Michael Seibert | Judy Blumberg Kitty Carruthers Tiffany Chin Carol Fox Lea Ann Miller Elisa Spitz Rosalynn Sumners Jill Watson Elaine Zayak                               | 9               | 9                | 18           |
| France               | Pierre Béchu Laurent Depouilly Jean-Christophe Simond                                                                                | Agnès Gosselin Nathalie Hervé | 3               | 2                | 5            |
| Hongrie              | Attila Tóth | Klára Engi | 1               | 1                | 2            |
| Italie               | Roberto Pelizzola | Isabella Micheli Karin Telser | 1               | 2                | 3            |
| Japon                | Masaru Ogawa Tadayuki Takahashi | Masako Kato Noriko Sato | 2               | 2                | 4            |
| Pologne              | Grzegorz Filipowski | | 1               | 0                | 1            |
| Royaume-Uni          | Christopher Dean Ian Jenkins Paul Robinson Nicky Slater Stephen Williams                                                             | Karen Barber Susan Garland Susan Jackson Wendy Sessions Jayne Torvill                                                                                    | 5               | 5                | 10           |
| Suède                | Lars Åkesson | Catarina Lindgren | 1               | 1                | 2            |
| Suisse               | | Sandra Cariboni Myriam Oberwiler | 0               | 2                | 2            |
| Tchécoslovaquie      | Karol Foltán Jozef Sabovčík | Jindra Holá | 2               | 1                | 3            |
| Union soviétique     | Andreï Boukine Vladimir Kotin Yuri Kvashnin Alexandre Fadeïev Oleg Makarov Sergueï Ponomarenko Alexander Svinin Oleg Vassiliev       | Marina Avstriskaya Natalia Bestemianova Kira Ivanova Marina Klimova Anna Kondrashova Larisa Seleznyova Ielena Valova Elena Vodorezova Olga Volozhinskaya | 8               | 9                | 17           |
| Yougoslavie          | Miljan Begović | Sanda Dubravčić | 1               | 1                | 2            |
| Total                | Total | Total | 57              | 57               | 114          |

## Podiums
| Épreuves                            | Or                               | Argent                                | Bronze                               |
| ----------------------------------- | -------------------------------- | ------------------------------------- | ------------------------------------ |
| Messieurs résultats détaillés       | Scott Hamilton                   | Brian Orser                           | Jozef Sabovčík                       |
| Dames résultats détaillés           | Katarina Witt                    | Rosalynn Sumners                      | Kira Ivanova                         |
| Couples résultats détaillés         | Ielena Valova / Oleg Vassiliev   | Kitty Carruthers / Peter Carruthers   | Larisa Seleznyova / Oleg Makarov     |
| Danse sur glace résultats détaillés | Jayne Torvill / Christopher Dean | Natalia Bestemianova / Andreï Boukine | Marina Klimova / Sergueï Ponomarenko |

## Tableau des médailles
| Rang  | Pays               | Médaille d'or, Jeux olympiques | Médaille d'argent, Jeux olympiques | Médaille de bronze, Jeux olympiques | Total |
| 1     | Union soviétique   | 1                              | 1                                  | 3                                   | 5     |
| 2     | États-Unis         | 1                              | 2                                  | 0                                   | 3     |
| 3     | Allemagne de l'Est | 1                              | 0                                  | 0                                   | 1     |
| 3     | Royaume-Uni        | 1                              | 0                                  | 0                                   | 1     |
| 5     | Canada             | 0                              | 1                                  | 0                                   | 1     |
| 6     | Tchécoslovaquie    | 0                              | 0                                  | 1                                   | 1     |
| Total | Total              | 4                              | 4                                  | 4                                   | 12    |

## Détails des compétitions
Pour la saison 1983/1984, les calculs des points se font selon la méthode suivante :
- chez les Messieurs et les Dames (0.6 point par place pour les figures imposées, 0.4 point par place pour le programme court, 1 point par place pour le programme libre)
- chez les couples artistiques (0.4 point par place pour le programme court, 1 point par place pour le programme libre)
- en danse sur glace (0.6 point par place pour les trois danses imposées, 0.4 point par place pour la danse originale, 1 point par place pour la danse libre)

### Messieurs
| Rang | Nom                    | Nation               | Points | Fig. impo. | Prog. court | Prog. libre |
| ---- | ---------------------- | -------------------- | ------ | ---------- | ----------- | ----------- |
| 1    | Scott Hamilton         | États-Unis           | 3.4    | 1          | 2           | 2           |
| 2    | Brian Orser            | Canada               | 5.6    | 7          | 1           | 1           |
| 3    | Jozef Sabovčík         | Tchécoslovaquie      | 7.4    | 4          | 5           | 3           |
| 4    | Rudi Cerne             | Allemagne de l'Ouest | 8.2    | 3          | 6           | 4           |
| 5    | Brian Boitano          | États-Unis           | 11.0   | 8          | 3           | 5           |
| 6    | Jean-Christophe Simond | France               | 11.8   | 2          | 4           | 9           |
| 7    | Alexandre Fadeïev      | Union soviétique     | 13.2   | 5          | 8           | 7           |
| 8    | Vladimir Kotin         | Union soviétique     | 16.2   | 11         | 9           | 6           |
| 9    | Norbert Schramm        | Allemagne de l'Ouest | 16.2   | 9          | 7           | 8           |
| 10   | Heiko Fischer          | Allemagne de l'Ouest | 19.6   | 6          | 10          | 12          |
| 11   | Gary Beacom            | Canada               | 21.4   | 10         | 11          | 11          |
| 12   | Grzegorz Filipowski    | Pologne              | 27.0   | 12         | 12          | 15          |
| 13   | Mark Cockerell         | États-Unis           | 27.6   | 18         | 17          | 10          |
| 14   | Masaru Ogawa           | Japon                | 29.2   | 16         | 14          | 14          |
| 15   | Laurent Depouilly      | France               | 29.6   | 14         | 13          | 16          |
| 16   | Falko Kirsten          | Allemagne de l'Est   | 30.4   | 15         | 21          | 13          |
| 17   | Lars Åkesson           | Suède                | 31.8   | 13         | 15          | 18          |
| 18   | Xu Zhaoxiao            | Chine                | 37.4   | 22         | 18          | 17          |
| 19   | Cameron Medhurst       | Australie            | 37.8   | 19         | 16          | 20          |
| 20   | Jaimee Eggleton        | Canada               | 38.6   | 20         | 19          | 19          |
| 21   | Miljan Begović         | Yougoslavie          | 40.0   | 17         | 22          | 21          |
| 22   | Paul Robinson          | Royaume-Uni          | 42.6   | 21         | 20          | 22          |
| 23   | Cho Jae-hyung          | Corée du Sud         | 46.0   | 23         | 23          | 23          |

### Dames
| Rang | Nom               | Nation               | Points | Fig. impo. | Prog. court | Prog. libre |
| ---- | ----------------- | -------------------- | ------ | ---------- | ----------- | ----------- |
| 1    | Katarina Witt     | Allemagne de l'Est   | 3.2    | 3          | 1           | 1           |
| 2    | Rosalynn Sumners  | États-Unis           | 4.6    | 1          | 5           | 2           |
| 3    | Kira Ivanova      | Union soviétique     | 9.2    | 5          | 3           | 5           |
| 4    | Tiffany Chin      | États-Unis           | 11.0   | 12         | 2           | 3           |
| 5    | Anna Kondrashova  | Union soviétique     | 11.8   | 7          | 4           | 6           |
| 6    | Elaine Zayak      | États-Unis           | 14.2   | 13         | 6           | 4           |
| 7    | Manuela Ruben     | Allemagne de l'Ouest | 15.0   | 6          | 11          | 7           |
| 8    | Elena Vodorezova  | Union soviétique     | 15.4   | 2          | 8           | 11          |
| 9    | Claudia Leistner  | Allemagne de l'Ouest | 17.4   | 9          | 10          | 8           |
| 10   | Sanda Dubravčić   | Yougoslavie          | 17.4   | 8          | 9           | 9           |
| 11   | Sandra Cariboni   | Suisse               | 20.0   | 4          | 14          | 12          |
| 12   | Kay Thomson       | Canada               | 20.8   | 10         | 12          | 10          |
| 13   | Elizabeth Manley  | Canada               | 25.4   | 16         | 7           | 13          |
| 14   | Myriam Oberwiler  | Suisse               | 28.2   | 15         | 13          | 14          |
| 15   | Karin Telser      | Italie               | 28.6   | 11         | 15          | 16          |
| 16   | Katrien Pauwels   | Belgique             | 32.8   | 14         | 16          | 18          |
| 17   | Susan Jackson     | Royaume-Uni          | 33.2   | 19         | 17          | 15          |
| 18   | Agnès Gosselin    | France               | 35.4   | 18         | 19          | 17          |
| 19   | Masako Kato       | Japon                | 38.8   | 21         | 18          | 19          |
| 20   | Catarina Lindgren | Suède                | 39.0   | 17         | 22          | 20          |
| 21   | Vicki Holland     | Australie            | 41.0   | 20         | 20          | 21          |
| 22   | Bao Zhenghua      | Chine                | 44.2   | 23         | 21          | 22          |
| 23   | Kim Hae-sung      | Corée du Sud         | 45.4   | 22         | 23          | 23          |

### Couples
| Rang | Nom                                 | Nation               | Points | Prog. court | Prog. libre |
| ---- | ----------------------------------- | -------------------- | ------ | ----------- | ----------- |
| 1    | Ielena Valova / Oleg Vassiliev      | Union soviétique     | 1.4    | 1           | 1           |
| 2    | Kitty Carruthers / Peter Carruthers | États-Unis           | 2.8    | 2           | 2           |
| 3    | Larisa Seleznyova / Oleg Makarov    | Union soviétique     | 3.8    | 2           | 3           |
| 4    | Sabine Baeß / Tassilo Thierbach     | Allemagne de l'Est   | 5.6    | 4           | 4           |
| 5    | Birgit Lorenz / Knut Schubert       | Allemagne de l'Est   | 7.0    | 5           | 5           |
| 6    | Jill Watson / Burt Lancon           | États-Unis           | 9.2    | 8           | 6           |
| 7    | Barbara Underhill / Paul Martini    | Canada               | 9.4    | 6           | 7           |
| 8    | Katherina Matousek / Lloyd Eisler   | Canada               | 11.6   | 9           | 8           |
| 9    | Marina Avstriskaya / Yuri Kvashnin  | Union soviétique     | 11.8   | 7           | 9           |
| 10   | Lea Ann Miller / William Fauver     | États-Unis           | 14.0   | 10          | 10          |
| 11   | Babette Preußler / Tobias Schröter  | Allemagne de l'Est   | 16.6   | 14          | 11          |
| 12   | Melinda Kunhegyi / Lyndon Johnston  | Canada               | 17.2   | 13          | 12          |
| 13   | Claudia Massari / Leonardo Azzola   | Allemagne de l'Ouest | 17.4   | 11          | 13          |
| 14   | Susan Garland / Ian Jenkins         | Royaume-Uni          | 18.8   | 12          | 14          |
| 15   | Luan Bo / Yao Bin                   | Chine                | 21.0   | 15          | 15          |

### Danse sur glace
| Rang | Nom                                   | Nation               | Points | Danses imposées | Danse originale | Danse libre |
| ---- | ------------------------------------- | -------------------- | ------ | --------------- | --------------- | ----------- |
| 1    | Jayne Torvill / Christopher Dean      | Royaume-Uni          | 2.0    | 1               | 1               | 1           |
| 2    | Natalia Bestemianova / Andreï Boukine | Union soviétique     | 4.0    | 2               | 2               | 2           |
| 3    | Marina Klimova / Sergueï Ponomarenko  | Union soviétique     | 7.0    | 4               | 4               | 3           |
| 4    | Judy Blumberg / Michael Seibert       | États-Unis           | 7.0    | 3               | 3               | 4           |
| 5    | Carol Fox / Richard Dalley            | États-Unis           | 10.6   | 6               | 5               | 5           |
| 6    | Karen Barber / Nicky Slater           | Royaume-Uni          | 11.4   | 5               | 6               | 6           |
| 7    | Olga Volozhinskaya / Alexander Svinin | Union soviétique     | 14.6   | 8               | 7               | 7           |
| 8    | Tracy Wilson / Robert McCall          | Canada               | 15.4   | 7               | 8               | 8           |
| 9    | Petra Born / Rainer Schönborn         | Allemagne de l'Ouest | 18.0   | 9               | 9               | 9           |
| 10   | Elisa Spitz / Scott Gregory           | États-Unis           | 20.0   | 10              | 10              | 10          |
| 11   | Wendy Sessions / Stephen Williams     | Royaume-Uni          | 22.6   | 12              | 11              | 11          |
| 12   | Kelly Johnson / John Thomas           | Canada               | 23.8   | 12              | 13              | 12          |
| 13   | Jindra Holá / Karol Foltán            | Tchécoslovaquie      | 26.2   | 14              | 12              | 13          |
| 14   | Nathalie Hervé / Pierre Béchu         | France               | 28.4   | 13              | 14              | 15          |
| 15   | Isabella Micheli / Roberto Pelizzola  | Italie               | 29.0   | 15              | 15              | 14          |
| 16   | Klára Engi / Attila Tóth              | Hongrie              | 33.0   | 17              | 17              | 16          |
| 17   | Noriko Sato / Tadayuki Takahashi      | Japon                | 33.0   | 16              | 16              | 17          |
| 18   | Khristina Boyanova / Yavor Ivanov     | Bulgarie             | 36.0   | 18              | 18              | 18          |
| 19   | Xi Hongyan / Zhao Xiaolei             | Chine                | 38.0   | 19              | 19              | 19          |